# Sottosezione (tassonomia)
La sottosezione è un livello che si applica in casi sporadici alla classificazione degli esseri viventi.
Il livello superiore, che include quindi più sottosezioni, è la sezione, la cui collocazione, nell'albero tassonomico, differisce nella Zoologia e nella Botanica.